# Audeux
Audeux ist eine französische Gemeinde mit 422 Einwohnern (Stand: 1. Januar 2022) im Département Doubs in der Region Bourgogne-Franche-Comté. Sie gehört zum Arrondissement Besançon und ist Mitglied im Gemeindeverband Grand Besançon Métropole. Die Bewohner werden Audelais und Audelaises genannt.

## Geographie
Audeux liegt auf einer Höhe von 240 m über dem Meeresspiegel, etwa zwölf Kilometer westlich der Stadt Besançon (Luftlinie). Das Dorf erstreckt sich in der leicht gewellten Landschaft zwischen den Flussläufen von Doubs im Süden und Ognon im Norden, leicht erhöht am westlichen Rand der Talmulde der Recologne, die hier noch Ruisseau des Prés genannt wird.
Die Fläche des 1,75 km² großen Gemeindegebiets umfasst einen Abschnitt südlich des Ognon. Die östliche Grenze verläuft entlang des Ruisseau des Prés, der hier durch eine rund ein Kilometer breite Talebene nordwärts fließt und für die Entwässerung zum Ognon sorgt. Vom Flusslauf erstreckt sich das Gemeindeareal westwärts in die Mulde von Audeux und bis auf die angrenzenden Anhöhen. Das Gebiet ist überwiegend von Acker- und Wiesland bestanden; es gibt nur kleine Waldflächen. Mit 285 m wird auf dem Plateau westlich des Dorfes die höchste Erhebung von Audeux erreicht.
Nachbargemeinden von Audeux sind Noironte im Norden, Champagney im Osten, Mazerolles-le-Salin im Süden sowie Placey im Westen.

## Geschichte
Erstmals urkundlich erwähnt wird Audeux bereits im 12. Jahrhundert. Der Ortsname ist vermutlich vom lateinischen Wort aquaeductus (Wasserleitung in der Bedeutung von Bach) abgeleitet. Im Mittelalter bildete das Dorf eine eigene Herrschaft. Zusammen mit der Franche-Comté gelangte Audeux mit dem Frieden von Nimwegen 1678 definitiv an Frankreich. Heute ist Audeux Mitglied des Gemeindeverbandes Grand Besançon.

## Sehenswürdigkeiten

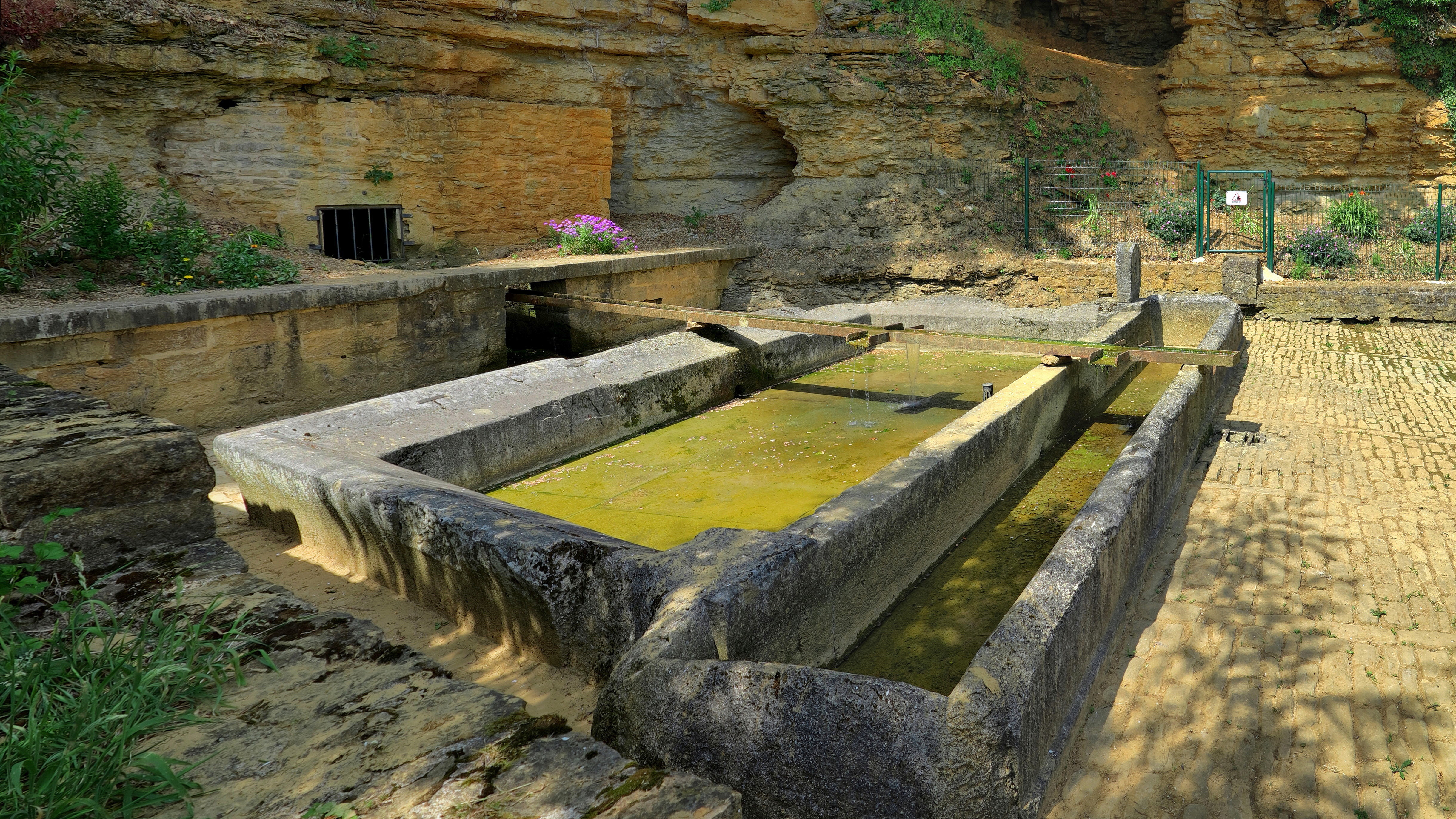
Brunnen, Waschplatz und Viehtränke

Die Kirche Saint-Martin wurde im 18. Jahrhundert in der Form eines Kreuzes erbaut und besitzt eine reiche Ausstattung.
Ebenfalls aus dem 18. Jahrhundert stammt das Schloss, das an der Stelle des mittelalterlichen Herrschaftssitzes steht.
Das Lavoir (Brunnen, Waschhaus und Viehtränke) wurde 1844 errichtet.

## Bevölkerung
| Jahr                       | 1962 | 1968 | 1975 | 1982 | 1990 | 1999 | 2016 |
| Einwohner                  | 117  | 149  | 198  | 314  | 320  | 331  | 432  |
| Quellen: Cassini und INSEE |      |      |      |      |      |      |      |

Mit 422 Einwohnern (Stand 1. Januar 2022) gehört Audeux zu den kleinen Gemeinden des Départements Doubs. Nachdem die Einwohnerzahl in der ersten Hälfte des 20. Jahrhunderts stets im Bereich zwischen 95 und 130 Personen gelegen hatte, wurde seit Beginn der 1960er Jahre ein kräftiges Bevölkerungswachstum verzeichnet. Insbesondere während der 1970er Jahre verdoppelte sich die Einwohnerzahl.

## Wirtschaft und Infrastruktur
Audeux war bis weit ins 20. Jahrhundert hinein ein vorwiegend durch die Landwirtschaft (Ackerbau, Obstbau und Viehzucht) geprägtes Dorf. Daneben gibt es heute einige Betriebe des lokalen Kleingewerbes. Mittlerweile hat sich das Dorf auch zu einer Wohngemeinde gewandelt. Viele Erwerbstätige sind Wegpendler, die in der Agglomeration Besançon ihrer Arbeit nachgehen.
Die Ortschaft ist verkehrstechnisch gut erschlossen. Sie liegt nahe der Hauptstraße D67, die von Besançon nach Gray führt. Der nächste Anschluss an die Autobahn A36 befindet sich in einer Entfernung von ungefähr acht Kilometern. Weitere Straßenverbindungen bestehen mit Pouilley-les-Vignes, Noironte und Mazerolles-le-Salin.